# Phalaenostola citima
Phalaenostola citima är en fjärilsart som beskrevs av Augustus Radcliffe Grote 1873. Phalaenostola citima ingår i släktet Phalaenostola och familjen nattflyn. Inga underarter finns listade i Catalogue of Life.